# Svarttjärnen (Hanebo socken, Hälsingland, 678383-154511)
Svarttjärnen är en sjö i Bollnäs kommun i Hälsingland och ingår i Skärjåns huvudavrinningsområde.